# Vin Jaune

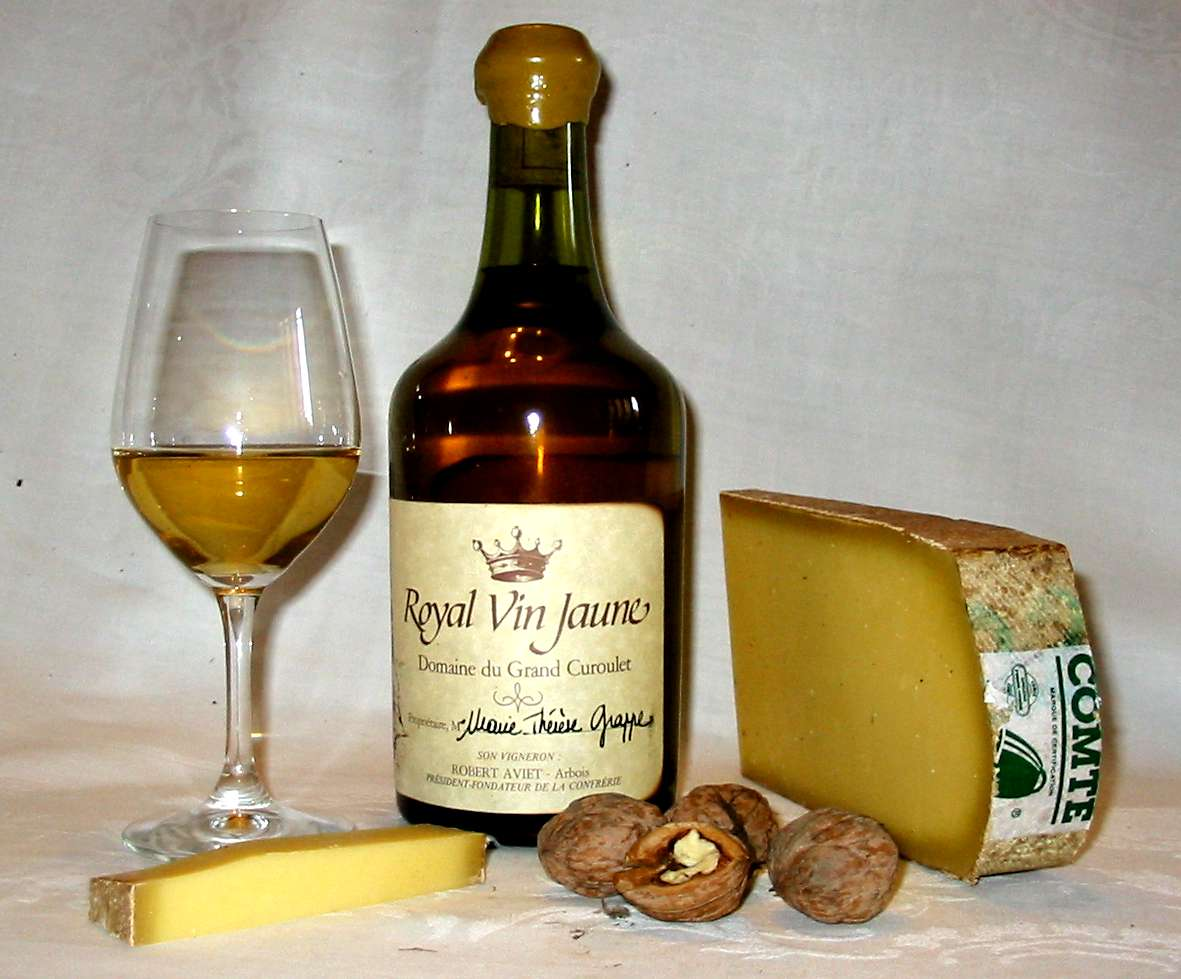
Vin Jaune mit Comté-Käse und Nüssen

Der Vin Jaune (französisch für ‚gelber Wein‘) ist eine Weinspezialität des Weinanbaugebiets Jura, welcher in einer typischen Flasche abgegeben wird. In der bundesdeutschen Fertigpackungsverordnung (Anhang I) wird der Begriff Gelbwein verwendet. Vin Jaune ist ein oxidativer Wein.
Dieser Wein wird ausschließlich aus der weißen Rebsorte Savagnin hergestellt. Die ältesten Rebparzellen liegen in der Nähe der Gemeinde Château-Chalon in Frankreich. Im Geschmack ähnelt der Wein dem Sherry, mit dem er häufig verglichen wird. Ein großer Unterschied liegt jedoch darin, dass der Vin Jaune nicht aufgespritet wird.
Nach der Vergärung des Mosts muss der Wein noch mindestens sechs Jahre und drei Monate in einem Barriquefass lagern. In dieser Reifezeit verdunsten bis zu 40 % des Weines. Die lange Reifezeit erklärt auch den hohen Preis des Weines, der üblicherweise bei etwa 30 Euro pro Flasche liegt. Nach dem Abfüllen hält sich der Wein sehr lange. Lagerzeiten von 40 bis 50 Jahren sind keine Seltenheit.
Vin Jaune wird unter folgenden Appellations contrôlées (Ursprungsdenominationen) produziert: Côtes du Jura, Arbois, L’Étoile und Château-Chalon. Die Ursprungsdenomination Château-Chalon enthält nur zirka 50 Hektar verteilt auf fünf Nachbargemeinden: Château-Chalon, Voiteur, Menétru-le-Vignoble, Nevy-sur-Seille und Domblans. Die besonders ausgeformten Flaschen (Clavelin) mit einer Nennfüllmenge von abweichend 620 ml (statt der sonst zulässigen acht Nennfüllmengen zwischen 100 ml und 1500 ml) sind in Europa einmalig und nur dem Wein dieser Anbaugebiete vorbehalten.
Gastronomisch gesehen passt ein Vin Jaune sehr gut zum Käse des Jura, dem Comté, oder im Allgemeinen zu einem guten Käsebuffet und kräftigen Gerichten.
Seit 1997 findet jeweils am ersten Februarwochenende das Weinfest Percée du Vin Jaune statt. Der Veranstaltungsort wechselt von Jahr zu Jahr. Im Jahr 2017 pausierte das Weinfest.